# Государственная премия Российской Федерации для молодых учёных за выдающиеся работы в области науки и техники
Госуда́рственная пре́мия Росси́йской Федера́ции для молоды́х учёных за выдаю́щиеся рабо́ты в о́бласти нау́ки и те́хники — ежегодная премия, присуждавшаяся с 1995 по 2004 год указом Президента Российской Федерации за научные исследования, вносящие выдающийся вклад в развитие естественных и технических наук.

## Описание
Система Государственных премий Российской Федерации начала формироваться с 1992 года.
Государственная премия Российской Федерации для молодых учёных за выдающиеся работы в области науки и техники была учреждена указом президента России Бориса Ельцина № 1767 от 29 августа 1994 года. Премия вручалась ежегодно с 1995 по 2004 год. Возраст соискателей не должен был превышать 33 лет.
Размер Госпремии для молодых учёных в 1995—1999 годы составлял 350 МРОТ, с 1999 года — 700 МРОТ.
Указом Президента Российской Федерации Владимира Путина «О совершенствовании системы государственного премирования за достижения в области науки и техники, образования и культуры» № 785 от 21 июня 2004 года начала создаваться новая система Государственных премий РФ.